# Janet Malcolm
Janet Malcolm (nascida Jana Wienerová ; Praga, 1934 - Manhattan, 16 de junho de 2021) foi uma escritora americana, jornalista da equipe da revista The New Yorker. Foi autora de Psychoanalysis: The Impossible Profession (1981), In the Freud Archives (1984) e The Journalist and the Murderer (1990), entre outros livros.

## Biografia
Malcolm nasceu em Praga em 1934, uma das duas filhas de Josef Wiener, psiquiatra,  (também conhecido como Joseph A. Winn) e Hanna (nascida Taussig). Sua irmã é a escritora Marie Winn. Radicou-se nos Estados Unidos depois que sua família emigrou da Tchecoslováquia em 1939. Malcolm formou-se na Universidade de Michigan e viveu na cidade de Nova York .
Seu primeiro marido, Donald Malcolm, foi resenhista de livros da The New Yorker nas décadas de 1950 e 1960. Seu segundo marido, com quem ela se casou em 1975, foi o editor de longa data da mesma  revista, Gardner Botsford, que morreu aos 87 anos em setembro de 2004.
As primeiras capas de livros de Malcolm relatam que ela "morava em Nova York com o marido e a filha". Sua filha também é mencionada no texto de O Crime de Sheila McGough. Morreu de câncer de pulmão aos 86 anos em 16 de junho de 2021 em um hospital em Manhattan.

## Caso Masson
Artigos escritos por Malcolm, publicados na The New Yorker e no livro subsequente In The Freud Archives, desencadearam uma ação judicial de US$ 10 milhões pelo psicanalista Jeffrey Moussaieff Masson, ex-diretor de projeto dos Arquivos Freud . Em seu processo de 1984, Masson alegou que Malcolm o havia caluniado ao inventar citações atribuídas a ele; essas citações, afirmou Masson, o haviam prejudicado.
Malcolm afirmou que Masson se autodenominava um " gigolô intelectual" e que dormiu com mais de 1.000 mulheres. Ela também afirmou que ele disse que queria transformar a propriedade de Freud em um paraíso de "sexo, mulheres e diversão"; e afirmava que ele era, "depois de Freud, o maior analista que já existiu". Malcolm foi incapaz de apresentar todo o material contestado em fita. O caso foi parcialmente julgado pela Suprema Corte, que considerou, contra Malcolm, que o caso poderia seguir para julgamento por um júri. Após uma década de procedimentos, um júri finalmente decidiu a favor de Malcolm em 2 de novembro de 1994, com base no fato de que, fossem as citações genuínas ou não, seriam necessárias mais provas para decidir contra Malcolm.
Em agosto de 1995, Malcolm afirmou ter descoberto um caderno perdido contendo três das citações em disputa. Conforme relatado no The New York Times, a autora "declarou em uma declaração sob pena de perjúrio que as notas eram genuínas".

## O jornalista e o assassino
A tese de O jornalista e o assassino está contida em sua primeira frase: "Qualquer jornalista que não seja demasiado obtuso ou cheio de si para perceber o que está acontecendo sabe que o que ele faz é moralmente indefensável".
O exemplo de Malcolm foi o popular escritor de não ficção Joe McGinniss, autor de The Selling of the President 1968, entre outros; enquanto pesquisava seu livro de não-ficção e crime , Fatal Vision, McGinniss morou com a equipe de defesa do ex-médico Boina Verde Jeffrey MacDonald, que estava sendo julgado pelos assassinatos de suas duas filhas e esposa grávida em 1970. Na publicação Fatal Vision, McGinniss concluiu que MacDonald era um sociopata e estava sob efeito de anfetaminas quando matou sua família. McGinniss baseou-se no trabalho do crítico social Christopher Lasch para construir um retrato de MacDonald como um "narcisista patológico".
Malcolm argumentou que McGinniss foi pressionado a esta estratégia por razões profissionais e estruturais - pela "falta de vivacidade" de MacDonald como  personagem da vida real que estaria conduzindo o livro. "Como todo jornalista pode confirmar", escreve Malcolm,
A falta de interesse de MacDonald não é incomum. . . Quando um jornalista se depara com alguém como [ele], tudo o que ele pode fazer é fugir e torcer para que um assunto mais adequado apareça em breve. No caso MacDonald-McGinniss, temos o caso de um jornalista que aparentemente descobriu tarde demais que o assunto de seu livro não estava à altura - não era um membro da maravilhosa raça dos autoficcionadores, como o Joe Gould de Joseph Mitchell ou o Perry Smith de Truman Capote, de quem o " romance de não ficção " depende para sobreviver. . . A solução que McGinniss chegou para lidar com a falta de caráter de MacDonald não era satisfatória, mas tinha que servir.
Segundo Malcolm, foi para ocultar esse déficit que McGinniss citou liberalmente do estudo de Lasch de 1979, The Culture of Narcissism . Isso, para ela, era um pecado profissional. O pecado moral de McGinniss, seu ato "indefensável" na opinião dela, foi fingir acreditar na inocência de MacDonald, muito depois de ele ter se convencido da culpa do homem.
O livro de Malcolm causou sensação quando, em março de 1989, foi publicado em duas partes na revista The New Yorker. Bastante criticado na primeira publicação, o livro ainda é polêmico, embora tenha passado a ser considerado um clássico, segundo Douglas McCollum. Ele ocupa o nonagésimo sétimo lugar na lista da Modern Library das "100 Melhores Obras de Não-ficção" do século XX. McCollum escreveu na Columbia Journalism Review : "Na década após o surgimento do ensaio de Malcolm, sua teoria, antes polêmica, tornou-se conhecida".

## Psicanálise: a profissão impossível
O estudioso de Freud Peter Gay escreveu sobre o estudo de Malcolm sobre a profissão psicanalítica moderna: "A espirituosa e perversa Psicanálise de Janet Malcolm: a profissão impossível foi elogiada pelos psicanalistas (com justiça) como uma introdução confiável à teoria e técnica analíticas. Tem a rara vantagem sobre os textos mais solenes de ser engraçado, além de informativo ".
Em sua crítica no New York Times de 1981, Joseph Edelson escreveu que Psychoanalysis: The Impossible Profession "é um livro artístico. O sucesso se deve  em parte porque Miss Malcolm traz para seu trabalho um olhar aguçado para as superfícies - roupas, fala e móveis - que expressam caráter e papel social. (Ela é a crítica de fotografia da The New Yorker ). É bem-sucedido porque ela se instruiu muito cuidadosamente na literatura técnica. Acima de tudo, tem sucesso porque ela foi capaz de envolver Aaron Green em um simulacro do encontro psicanalítico - ele confessando a ela, ela (eu suspeito) a ele, os dois se juntaram em um minueto intrincado de revelação. "

## Obras

### Não-ficção
- Psychoanalysis: The Impossible Profession (1981)
- In The Freud Archives (1984)
- The Journalist and the Murderer (1990)
- The Silent Woman: Sylvia Plath & Ted Hughes (1994)
- The Crime of Sheila McGough (1999)
- Reading Chekhov: A Critical Journey (2001)
- Two Lives: Gertrude and Alice (2007)
- Iphigenia in Forest Hills: Anatomy of a Murder Trial (2011)

### Coleções de ensaios
- Diana &amp; Nikon: Essays on the Aesthetic of Photography (1980)
- The Purloined Clinic: Selected Writings (1992),contendo os ensaios "A Girl of the Zeitgeist" and "The Window Washer"
- Forty-one False Starts: Essays on Artists and Writers (2013)
- Nobody's Looking at You: Essays (2019)

### Fotografia
- Bardana (2008)

## Premios e indicações
- Prêmio PEN / Jacqueline Bograd Weld de 2008 por Biografia, Two Lives: Gertrude e Alice[22]
- 2013 Lista do National Book Critics Circle Award (Criticism) para Forty-One False Starts[23][24]